# Primera B 2007 (Colombia)
La  Temporada 2007 de la Primera B, conocida como Copa Premier 2007 por motivos comerciales, fue la XVIII de la Categoría Primera B, segunda división del fútbol profesional colombiano. Comenzó el 10 de febrero y culminó el 10 de noviembre.

## Sistema del torneo
Los 18 equipos fueron sorteados en dos nonagonales regionales, en los cuales se enfrentaron con un duelo intergrupos en los torneos Apertura y Finalización. Los cuatro primeros de cada nonagonal avanzaron a los cuadrangulares semifinales, sistema de definición igual al de la Primera A, en el cual, el ganador de cada grupo se enfrentó en la final.
El ganador del Torneo Apertura se enfrentará al ganador del Finalización, para definir al campeón del año y ascendido directamente a la Primera A para la temporada 2008, mientras que el subcampeón jugará la serie de promoción con el penúltimo(17°) de la tabla del descenso de la Primera división.

## Equipos participantes

### Relevo anual de clubes
| Ascendido a la Primera A                  |
| ----------------------------------------- |
| La Equidad (Campeón de la Primera B 2006) |

| Descendido a la Primera B                                |
| -------------------------------------------------------- |
| Envigado F. C. (Peor promedio acumulado en la Primera A) |

### Datos de los clubes
- A partir de esta temporada Expreso Rojo traslada su localía al departamento de Cundinamarca.
- Desaparece Pumas de Casanare, vendiendo su ficha al Real Santander.

| Equipo                  | Ciudad/Municipio | Estadio                           |
| ----------------------- | ---------------- | --------------------------------- |
| Academia F. C.          | Bogotá           | Estadio de Compensar              |
| Alianza Petrolera       | Barrancabermeja  | Estadio Daniel Villa Zapata       |
| Atlético Bello          | Bello            | Estadio Tulio Ospina              |
| Bajo Cauca              | Caucasia         | Estadio Orlando Aníbal Monroy     |
| Barranquilla F. C.      | Barranquilla     | Romelio Martínez                  |
| Bogotá F. C.            | Bogotá           | Estadio Alfonso López Pumarejo    |
| Centauros Villavicencio | Villavicencio    | Estadio Manuel Calle Lombana      |
| Córdoba F.C.            | Cereté           | Estadio Alberto Saibis Saker      |
| Cortuluá                | Tuluá            | Estadio Doce de Octubre           |
| Depor Jamundí           | Jamundí          | Estadio Cacique Jamundí           |
| Deportivo Rionegro      | Rionegro         | Estadio Alberto Grisales          |
| Envigado F.C.           | Envigado         | Estadio Polideportivo Sur         |
| Expreso Rojo            | Fusagasugá       | Estadio Fernando Mazuera Villegas |
| Girardot F. C.          | Girardot         | Estadio Luis Antonio Duque Peña   |
| Patriotas               | Tunja            | Estadio La Independencia          |
| Real Santander          | Floridablanca    | Estadio Álvaro Gómez Hurtado      |
| Unión Magdalena         | Santa Marta      | Estadio Eduardo Santos            |
| Valledupar F. C.        | Valledupar       | Armando Maestre Pavajeau          |

## Torneo Apertura

### Nonagonales regionales
- Grupo A.

| Pos | Equipo             | Pts | PJ | G | E | P  | GF | GC | DIF |
| --- | ------------------ | --- | -- | - | - | -- | -- | -- | --- |
| 1.  | Envigado F.C.      | 31  | 18 | 9 | 4 | 5  | 27 | 15 | 12  |
| 2.  | Valledupar F. C.   | 30  | 18 | 9 | 3 | 6  | 23 | 19 | 4   |
| 3.  | Unión Magdalena    | 29  | 18 | 7 | 8 | 3  | 17 | 13 | 4   |
| 4.  | Deportivo Rionegro | 28  | 18 | 8 | 4 | 6  | 25 | 25 | 0   |
| 5.  | Barranquilla F. C. | 27  | 18 | 7 | 6 | 5  | 23 | 15 | 8   |
| 6.  | Atlético Bello     | 26  | 18 | 6 | 8 | 4  | 25 | 16 | 9   |
| 7.  | Bajo Cauca         | 24  | 18 | 7 | 3 | 8  | 26 | 28 | -2  |
| 8.  | Córdoba. F. C.     | 22  | 18 | 6 | 4 | 8  | 17 | 18 | -1  |
| 9.  | Alianza Petrolera  | 6   | 18 | 1 | 3 | 14 | 13 | 51 | -38 |

- Grupo B.

| Pos | Equipo                  | Pts | PJ | G | E | P  | GF | GC | DIF |
| --- | ----------------------- | --- | -- | - | - | -- | -- | -- | --- |
| 1.  | Bogotá F. C.            | 30  | 18 | 8 | 6 | 4  | 27 | 19 | 8   |
| 2.  | Academia F. C.          | 29  | 18 | 7 | 8 | 3  | 21 | 14 | 7   |
| 3.  | Patriotas               | 28  | 18 | 8 | 4 | 6  | 27 | 18 | 9   |
| 4.  | Centauros Villavicencio | 26  | 18 | 7 | 5 | 6  | 24 | 24 | 0   |
| 5.  | Depor Jamundí           | 24  | 18 | 6 | 6 | 6  | 15 | 21 | -6  |
| 6.  | Cortuluá                | 23  | 18 | 6 | 5 | 7  | 15 | 15 | 0   |
| 7.  | Real Santander          | 23  | 18 | 7 | 2 | 9  | 17 | 18 | -1  |
| 8.  | Girardot. F. C.         | 20  | 18 | 6 | 2 | 10 | 15 | 20 | -5  |
| 9.  | Expreso Rojo            | 17  | 18 | 4 | 5 | 9  | 19 | 27 | -8  |

### Cuadrangulares semifinales
- Grupo A.

| Pos | Equipo             | Pts | PJ | G | E | P | GF | GC | DIF |
| --- | ------------------ | --- | -- | - | - | - | -- | -- | --- |
| 1.  | Envigado F.C.      | 14  | 6  | 4 | 2 | 0 | 7  | 2  | 5   |
| 2.  | Unión Magdalena    | 11  | 6  | 3 | 2 | 1 | 9  | 5  | 4   |
| 3.  | Deportivo Rionegro | 8   | 6  | 2 | 2 | 2 | 7  | 5  | 2   |
| 4.  | Valledupar F. C.   | 0   | 6  | 0 | 0 | 6 | 3  | 14 | -11 |

- Grupo B.

| Pos | Equipo                  | Pts | PJ | G | E | P | GF | GC | DIF |
| --- | ----------------------- | --- | -- | - | - | - | -- | -- | --- |
| 1.  | Academia F. C.          | 14  | 6  | 4 | 2 | 0 | 11 | 1  | 10  |
| 2.  | Centauros Villavicencio | 9   | 6  | 2 | 3 | 1 | 6  | 6  | 0   |
| 3.  | Patriotas               | 5   | 6  | 1 | 2 | 3 | 7  | 8  | -1  |
| 4.  | Bogotá F. C.            | 4   | 6  | 1 | 1 | 4 | 4  | 13 | 9   |

### Final
| Fecha      | Lugar                               | Local          | Resultado            | Visitante      |
| ---------- | ----------------------------------- | -------------- | -------------------- | -------------- |
| 6 de junio | Estadio de Compensar, Bogotá        | Academia F. C. | 1:1                  | Envigado F. C. |
| 9 de junio | Estadio Polideportivo Sur, Envigado | Envigado F. C. | 1:1 (4:3 en penales) | Academia F. C. |

## Torneo Finalización

### Nonagonales regionales
- Grupo A.

| Pos | Equipo                  | Pts | PJ | G | E  | P  | GF | GC | DIF |
| --- | ----------------------- | --- | -- | - | -- | -- | -- | -- | --- |
| 1.  | Bogotá F. C.            | 29  | 18 | 7 | 8  | 3  | 22 | 14 | 8   |
| 2.  | Envigado F.C.           | 29  | 18 | 6 | 11 | 1  | 16 | 10 | 6   |
| 3.  | Unión Magdalena         | 28  | 18 | 8 | 4  | 6  | 23 | 16 | 7   |
| 4.  | Depor Jamundí           | 28  | 18 | 8 | 4  | 6  | 19 | 17 | 2   |
| 5.  | Girardot. F. C.         | 24  | 18 | 5 | 9  | 4  | 14 | 14 | 0   |
| 6.  | Córdoba. F. C.          | 22  | 18 | 6 | 4  | 8  | 21 | 23 | -2  |
| 7.  | Atlético Bello          | 20  | 18 | 4 | 8  | 6  | 18 | 20 | -2  |
| 8.  | Centauros Villavicencio | 20  | 18 | 5 | 5  | 8  | 16 | 22 | -6  |
| 9.  | Alianza Petrolera       | 12  | 18 | 2 | 6  | 10 | 10 | 25 | -15 |

- Grupo B.

| Pos | Equipo             | Pts | PJ | G  | E | P  | GF | GC | DIF |
| --- | ------------------ | --- | -- | -- | - | -- | -- | -- | --- |
| 1.  | Deportivo Rionegro | 35  | 18 | 10 | 5 | 3  | 25 | 14 | 11  |
| 2.  | Academia F. C.     | 28  | 18 | 8  | 4 | 6  | 25 | 16 | 9   |
| 3.  | Patriotas          | 26  | 18 | 7  | 5 | 6  | 27 | 20 | 7   |
| 4.  | Valledupar F. C.   | 25  | 18 | 7  | 4 | 7  | 19 | 25 | -6  |
| 5.  | Expreso Rojo       | 25  | 18 | 7  | 4 | 7  | 21 | 18 | 3   |
| 6.  | Bajo Cauca         | 23  | 18 | 5  | 8 | 5  | 21 | 22 | -1  |
| 7.  | Cortuluá           | 23  | 18 | 5  | 8 | 5  | 21 | 25 | -4  |
| 8.  | Barranquilla F. C. | 21  | 18 | 6  | 3 | 9  | 23 | 34 | -11 |
| 9.  | Real Santander     | 17  | 18 | 5  | 2 | 11 | 14 | 24 | -10 |

### Cuadrangulares semifinales
- Grupo A.

| Pos | Equipo          | Pts | PJ | G | E | P | GF | GC | DIF |
| --- | --------------- | --- | -- | - | - | - | -- | -- | --- |
| 1.  | Envigado F.C.   | 11  | 6  | 3 | 2 | 1 | 8  | 4  | 4   |
| 2.  | Bogotá F. C.    | 9   | 6  | 2 | 3 | 1 | 4  | 4  | 0   |
| 3.  | Unión Magdalena | 5   | 6  | 0 | 5 | 1 | 3  | 4  | -1  |
| 4.  | Depor Jamundí   | 5   | 6  | 1 | 2 | 3 | 3  | 6  | -3  |

- Grupo B.

| Pos | Equipo             | Pts | PJ | G | E | P | GF | GC | DIF |
| --- | ------------------ | --- | -- | - | - | - | -- | -- | --- |
| 1.  | Academia F. C.     | 14  | 6  | 4 | 2 | 0 | 12 | 6  | 6   |
| 2.  | Valledupar F. C.   | 8   | 6  | 2 | 2 | 2 | 5  | 6  | -1  |
| 3.  | Deportivo Rionegro | 6   | 6  | 1 | 3 | 2 | 5  | 7  | -2  |
| 4.  | Patriotas          | 4   | 6  | 1 | 1 | 4 | 7  | 10 | -3  |

### Final
| Fecha           | Lugar                               | Local          | Resultado | Visitante      |
| --------------- | ----------------------------------- | -------------- | --------- | -------------- |
| 7 de noviembre  | Estadio Polideportivo Sur, Envigado | Envigado F. C. | 2:1       | Academia F. C. |
| 10 de noviembre | Estadio de Compensar, Bogotá        | Academia F. C. | 1:2       | Envigado F. C. |

|                                   |
| Bandera de Colombia               |
| Campeón Envigado F. C. 2.º título |

## Serie de promoción
| Fecha                                                                                             | Ciudad  | Equipo local      | Resultado | Equipo visitante  |
| ------------------------------------------------------------------------------------------------- | ------- | ----------------- | --------- | ----------------- |
| 28 de noviembre                                                                                   | Bogotá  | Academia F. C.    | 1 - 1     | Deportivo Pereira |
| 1 de diciembre                                                                                    | Pereira | Deportivo Pereira | 3 - 1     | Academia F. C.    |
| Deportivo Pereira permanece en la Primera A para la temporada 2008 con el marcador global de 4-2. |         |                   |           |                   |

## Reclasificación
En esta tabla se suman todos los partidos, incluyendo cuadrangulares semifinales y finales disputadas, con excepción de la serie de promoción.
| Pos | Equipo                  | Pts | PJ | G  | E  | P  | GF | GC | DIF |
| --- | ----------------------- | --- | -- | -- | -- | -- | -- | -- | --- |
| 1.  | Envigado F. C.          | 93  | 52 | 24 | 21 | 7  | 64 | 35 | 29  |
| 2.  | Academia F. C.          | 87  | 52 | 23 | 18 | 11 | 73 | 43 | 30  |
| 3.  | Deportivo Rionegro      | 77  | 48 | 21 | 14 | 13 | 62 | 51 | 11  |
| 4.  | Unión Magdalena         | 76  | 48 | 18 | 19 | 11 | 52 | 38 | 14  |
| 5.  | Bogotá F. C.            | 71  | 48 | 18 | 18 | 12 | 57 | 50 | 25  |
| 6.  | Patriotas               | 63  | 48 | 17 | 12 | 19 | 68 | 56 | 12  |
| 7.  | Valledupar F. C.        | 63  | 48 | 18 | 9  | 21 | 50 | 64 | -14 |
| 8.  | Depor Jamundí           | 57  | 42 | 15 | 12 | 15 | 37 | 44 | -7  |
| 9.  | Centauros Villavicencio | 55  | 42 | 14 | 13 | 15 | 46 | 52 | -6  |
| 10. | Barranquilla F. C.      | 48  | 36 | 13 | 9  | 14 | 47 | 49 | -2  |
| 11. | Bajo Cauca              | 47  | 36 | 12 | 11 | 13 | 47 | 51 | -4  |
| 12. | Atlético Bello          | 46  | 36 | 10 | 16 | 10 | 43 | 36 | 7   |
| 13. | Cortuluá                | 46  | 36 | 11 | 13 | 12 | 36 | 40 | -4  |
| 14. | Expreso Rojo            | 45  | 36 | 11 | 9  | 16 | 40 | 45 | -5  |
| 15. | Córdoba F. C.           | 44  | 36 | 12 | 8  | 16 | 38 | 41 | -3  |
| 16. | Girardot F. C.          | 44  | 36 | 11 | 11 | 14 | 29 | 34 | -5  |
| 17. | Real Santander          | 40  | 36 | 12 | 4  | 20 | 31 | 42 | -11 |
| 18. | Alianza Petrolera       | 18  | 36 | 3  | 9  | 24 | 23 | 76 | -53 |